# Mijači
Mijači su naselje u Republici Hrvatskoj u Požeško-slavonskoj županiji, u sastavu općine Brestovac.

## Zemljopis
Mijači su smješteni oko 20 km zapadno od Brestovca, na obroncima Psunja, na cesti Požega - Pakrac.

## Stanovništvo
Prema popisu stanovništva iz 2011. godine Mijači su imali 18 stanovnika.
| broj stanovnika | 115   | 130   | 166   | 133   | 172   | 371   | 205   | 281   | 224   | 206   | 207   | 163   | 126   | 97    | 18    | 18    | 10    |
|                 | 1857. | 1869. | 1880. | 1890. | 1900. | 1910. | 1921. | 1931. | 1948. | 1953. | 1961. | 1971. | 1981. | 1991. | 2001. | 2011. | 2021. |